# Plant-for-the-Planet
Plant-for-the-Planet / Trees for Climate Justice («Саженцы — планете»/ «Деревья за климатический порядок») — массовая школьная экологическая инициатива, цель которой — распространение среди детей, молодёжи и взрослых идеи глобального улучшения климата на планете путём посадки деревьев. Каждое посаженное дерево рассматривается как символ экологического движения, борющегося с негативными изменениями климата.

## Возникновение
Школьную инициативу выдвинул в 2007 году девятилетний мальчик Феликс Финкбайнер из баварской коммуны Пель, который рассказал, как появилась эта идея.
Учительница, знакомившая класс с тревожным ухудшением климата на земле, привела в пример профессора Вангари Маатаи, которой удалось в рамках кампании ООН «Миллиард деревьев» и проекта «Зелёный пояс» за 30 лет (с 1977 года) организовать посадку более 30 миллионов деревьев в 12 африканских странах.
Экологическая кампания посадки деревьев, под патронатом князя Монако Альбера II и при неутомимой активности лауреата Нобелевской премии мира 2004 года Вангари Маатаи, к 2007 году приобрела особенно широкий размах во многих странах мира — Бразилия, Кения, Куба, Марокко, Мексика, Мьянма, Республика Корея, Руанда, Турция, Тунис, Эфиопия.
Свой школьный реферат по теме «Изменение климата» Феликс завершил призывом к сверстникам: «Давайте посадим в каждой стране миллион деревьев». Учительница не только одобрила эту идею, но послала Феликса для агитации в другие классы, а директор направила его и в другие школы. Стартом школьного экологического движения в поддержку кампании ООН «Миллиард деревьев» стала посадка 28 марта 2007 года первого дерева (декоративной яблони) перед школой в коммуне Пель
.

## Развитие
Школьники Баварии и других земель Германии быстро откликнулись на выдвинутую инициативу и с апреля 2007 года подключились к посадке деревьев, число которых через год достигло цифры 150 000.
Активно поддержала школьную экологическую инициативу Вангари Маатаи, ставшая в 2009 году посланцем мира ООН в области экологии и борьбы с изменением климата. Князь Монако Альбер II также предоставил школьному движению свой патронат.
Миллионное дерево на немецкой земле ребята посадили 4 мая 2010 года вблизи Бонна, где проходил «Петерсбергский диалог по климату» (англ. Petersberg Climate Dialogue), в присутствии министров по охране окружающей среды (Германии, Дании, Канады, Мексики, Турции).
Преодолев миллионный барьер в своей стране, немецкие активисты выдвинули новую цель международной кампании — посадить на планете к 2020 году триллион (тысячу миллиардов) деревьев. По данным ЮНЕП, к 2011 году близкими экологическими движениями разных стран мира в сумме было посажено 12 с половиной миллиардов деревьев.
25 сентября 2011 года скончалась профессор Вангари Маатаи.

7 декабря 2011 года был опубликован пресс-релиз с сообщением о том, что в Дурбане / ЮАР на конференции ЮНЕП состоялась официальная передача управления кампанией «Миллиард деревьев» молодёжной природоохранной организации, базирующейся в Германии на кампании ООН «Миллиард деревьев». Феликс Финкбайнер, выступивший на этой конференции от имени Фонда, сказал: 
Мы – дети – теперь официально ведём счёт посаженным деревьям в рамках кампании „Миллиард деревьев“ и будем работать вместе с правительствами, компаниями и общественностью, чтобы эта кампания ширилась и впредь. Мы беремся за эту задачу с горячей приверженностью и сделаем всё, чтобы наследие Вангари Маатаи продолжало приносить плоды.
Если в 2007 году Феликс Финкбайнер призывал посадить миллион деревьев, то в 2019, не пугаясь гигантской задачи, поставил новую цель движения — посадить 1000 миллиардов новых деревьев для борьбы с изменением климата.

## Кампания «Stop talking. Start planting»
Слова, которые часто повторяла Вангари Маатаи: «Мы не говорим, мы работаем» (англ. We are no longer talking, we are working), школьники перефразировали и превратили в девиз своей рекламной кампании экологического движения: «Хватит болтать. Начинай сажать» (англ. Stop talking. Start planting), (нем. Klappe halten. Baum pflanzen).
Школьная инициатива, получившая поддержку ООН, приобрела своих сторонников более, чем в 100 странах мира. 
В кампании принимали участие известные личности — немецкий канцлер Ангела Меркель, ирландский политик Мэри Робинсон, принцесса Иордании Хайя бинт аль-Хусейн, швейцарский теолог Ханс Кюнг, бразильская супермодель Жизель Бюндхен, наследник испанского престола кронпринц Фелипе, американский актёр Харрисон Форд, немецкий телеведущий Гюнтер Яух и многие другие.
На частые вопросы по поводу конкретных способов проведения массовой кампании ребята отвечают, что все важные детали подробно разъясняются на интернет-сайте одноимённой неправительственной организации «Plant-for-the-Planet» (на четырёх языках).
Присоединение новых участников к движению не требует бюрократических формальностей — достаточно отправить на сайт подписанное заявление о готовности на практике осуществлять в своей стране идею улучшения климата, включаясь в совместное озеленение планеты. Спонсорская помощь всегда приветствуется, её переводят в фонд «Озеленим нашу планету». Контакты между активными участниками из разных стран мира поддерживаются также через Facebook, Twitter, Skype.

## Академии «Plant-for-the-Planet»
Большие группы детей при поддержке педагогов и родителей принимают участие в однодневных «Академиях», становясь неформальными послами экологического движения. Их миссия — увлечь своей идеей новых энтузиастов, которые помогут реализовать мечту об улучшении климата на планете.

## Партнёры
Клаус Тёпфер, немецкий политик и эксперт в области охраны окружающей среды, оказывает школьному экологическому движению консультативную и организационную поддержку. Многие лесничества предоставляют школьникам свою безвозмездную помощь. Ребята ищут и находят партнёров, помогающих им компенсировать расходы, связанные с закупкой и транспортировкой саженцев.